# Ступница (Лесковац)
Ступница је насељено место града Лесковца у Јабланичком округу. Према попису из 2022. било је 139 становника.
Према турском попису нахије Ниш из 1516. године, место је било једно од 111 села нахије и носило је исти назив као данас, а имало је 51 кућу, 3 удовичка домаћинства, 9 самачких домаћинства.

## Положај и тип села
Формирана је у долини Ступничке реке и на језерској тераси, коју је усекло неогено Лесковачко језеро. На том месту јужни огранци планине Бабичке горе укрштају се са огранцима планине Крушевице. Централни део села смештен је на долинском дну и странама, док су махале на поменутој језерској тераси. Ова тераса је разломљена и раздељена дубоким долинама, због чега су махале доста удаљене једна од друге, па село захвата велики простор. Махале су представљене гомилом згуснутих кућа насељеним појединим родовима. Због овакве композиције Ступница, са суседним Пискуповом, представља специјални тип села у области Лесковачко поље и Бабичка гора.

## Етимологија
Село је добило назив по ступу. Ступом се, у српској средњовековној држави, називала господарска земља која је припадала неком манастиру или цркви. По некима, земљиште на коме је касније заснована Ступница могло је припадати Јашуњском манастиру. Сва ова земља била је обрађивана и коришћена од стране самог манастира који је убирао и сав плод са ње. Сељаци из ближе околине били су обавезни да одређени број дана раде на овом имању (приликом орања, сетве, кошења, жетве, брања винограда итд.).

## Воде
Кроз село протиче Ступничка река, чије се извориште налази у делу Бабичке горе који народ назива Јарсеновском планином. Сам извор је у народу познат под називом „Студени кладенац”. У централном делу села, близу основне школе, постоји чесма са јаким млазевима лаке планинске воде.

## Демографија
У насељу Ступница живи 365 пунолетних становника, а просечна старост становништва износи 53,9 година (51,8 код мушкараца и 56,1 код жена). У насељу има 171 домаћинство, а просечан број чланова по домаћинству је 2,35.
Ово насеље је у потпуности насељено Србима (према попису из 2002. године), а у последња три пописа, примећен је пад у броју становника.
|  |

| Демографија | Демографија | Демографија |
| Година      | Становника  | Становника  |
| ----------- | ----------- | ----------- |
| 1948.       | 1.126       |             |
| 1953.       | 1.082       |             |
| 1961.       | 1.068       |             |
| 1971.       | 925         |             |
| 1981.       | 743         |             |
| 1991.       | 553         | 547         |
| 2002.       | 402         | 407         |
| 2011.       | 265         |             |
| 2022.       | 139         |             |

| Етнички састав према попису из 2002.‍ | Етнички састав према попису из 2002.‍ | Етнички састав према попису из 2002.‍ | Етнички састав према попису из 2002.‍ | Етнички састав према попису из 2002.‍ |
| ------------------------------------ | ------------------------------------ | ------------------------------------ | ------------------------------------ | ------------------------------------ |
|                                      |                                      |                                      |                                      |                                      |
| Срби                                 | Срби                                 |                                      | 402                                  | 100,0%                               |
| непознато                            | непознато                            |                                      | 0                                    | 0,0%                                 |

| Година пописа     | 1948. | 1953. | 1961. | 1971. | 1981. | 1991. | 2002. |
| ----------------- | ----- | ----- | ----- | ----- | ----- | ----- | ----- |
| Број домаћинстава | 172   | 176   | 189   | 209   | 198   | 199   | 171   |

| Број чланова      | 1  | 2  | 3  | 4  | 5  | 6 | 7 | 8 | 9 | 10 и више | Просек |
| ----------------- | -- | -- | -- | -- | -- | - | - | - | - | --------- | ------ |
| Број домаћинстава | 49 | 68 | 25 | 12 | 12 | 3 | 1 | 0 | 1 | 0         | 2,35   |

| Пол    | Укупно | Неожењен/Неудата | Ожењен/Удата | Удовац/Удовица | Разведен/Разведена | Непознато |
| ------ | ------ | ---------------- | ------------ | -------------- | ------------------ | --------- |
| Мушки  | 187    | 47               | 118          | 19             | 3                  | 0         |
| Женски | 183    | 13               | 119          | 50             | 1                  | 0         |
| УКУПНО | 370    | 60               | 237          | 69             | 4                  | 0         |

| Пол    | Укупно                    | Пољопривреда, лов и шумарство | Рибарство                            | Вађење руде и камена | Прерађивачка индустрија       |
| ------ | ------------------------- | ----------------------------- | ------------------------------------ | -------------------- | ----------------------------- |
| Мушки  | 118                       | 93                            | 0                                    | 0                    | 6                             |
| Женски | 75                        | 72                            | 0                                    | 0                    | 0                             |
| УКУПНО | 193                       | 165                           | 0                                    | 0                    | 6                             |
| Пол    | Производња и снабдевање   | Грађевинарство                | Трговина                             | Хотели и ресторани   | Саобраћај, складиштење и везе |
| Мушки  | 1                         | 6                             | 2                                    | 1                    | 2                             |
| Женски | 0                         | 0                             | 2                                    | 0                    | 0                             |
| УКУПНО | 1                         | 6                             | 4                                    | 1                    | 2                             |
| Пол    | Финансијско посредовање   | Некретнине                    | Државна управа и одбрана             | Образовање           | Здравствени и социјални рад   |
| Мушки  | 0                         | 0                             | 1                                    | 5                    | 0                             |
| Женски | 0                         | 0                             | 0                                    | 1                    | 0                             |
| УКУПНО | 0                         | 0                             | 1                                    | 6                    | 0                             |
| Пол    | Остале услужне активности | Приватна домаћинства          | Екстериторијалне организације и тела | Непознато            | Непознато                     |
| Мушки  | 0                         | 0                             | 0                                    | 1                    | 1                             |
| Женски | 0                         | 0                             | 0                                    | 0                    | 0                             |
| УКУПНО | 0                         | 0                             | 0                                    | 1                    | 1                             |

## Спомен-чесма
Спомен чесма се налази у махали Запађе. Откривена је 12. новембра 1982. године, на четрдесетогодишњицу погибије бораца Бабичког НОП одреда у борби против окупатора и издајника нашег народа. Непосредно пре откривања спомен-чесме одржана је комеморативна свечаност на којој је говорила Јелена Спасић Лала, саборац погинулих.
На чесми је бакарна плоча на којој пише:
На овом месту у борби против окупатора и издајника нашег народа - недићеваца и четника, 12. новембра 1942. погинули су руководиоци и борци бабичког народнослободилачког партизанског одреда.
- Синиша Јанић
- Стојан Петровић
- Миодраг Миленковић
- Драгомир Миладиновић

12. новембар 1982.
Месна заједница Ступница
СУБНОР Општине Лесковац

## Галерија
- Ступница
- Сува планина виђена из Ступнице.
- Сува планина виђена из Ступнице.
- Сува планина виђена из Ступнице.